# Siirt (tartomány)
Siirt tartomány Törökország egyik délkelet-anatóliai tartománya, melynek székhelye Siirt városa. Északon Bitlis, nyugaton Batman, délnyugaton Mardin, délen Şırnak, keleten Van határolja. A lakosság jelentős része kurd származású.

## Körzetek
A tartománynak hét körzete van:
- Aydınlar
- Baykan
- Eruh
- Kurtalan
- Pervari
- Siirt
- Şirvan